# Heinrich Beust
Heinrich Beust (geboren vor 1584; gestorben um 1620 vermutlich in Braunschweig) war ein Goldschmied und Juwelier der nachweislich von 1584 bis 1620 in Braunschweig tätig war.

## Leben
Beust war unabhängig und gehörte nicht der Zunft oder Gilde der Goldschmiede an. Er betrieb als Juwelier und Goldschmied in der Reichsstraße (oder Reichenstraße) eine Werkstatt und war etwa ab 1584 für die europäischen Fürstenhäuser tätig. So arbeitete er unter anderem von 1595 bis 1599 für den herzoglichen Hof in Gottorf, rechnete 1592 Schmuck beim herzoglichen Hof in Schwerin ab. Sein Haus wurde von hochstehenden Persönlichkeiten, wie König Christian von Dänemark oder dem Herzog Ulrich von Mecklenburg, aufgesucht. Auch die dänische Königin Sophie, die 1590 gemeinsam mit diesen Braunschweig besuchte, war Gast in seinem Hause. Er bot seinen Gästen neben dem Gastmahl auch die Möglichkeit der Übernachtung an. Er fertigte 1598 für Herzog Heinrich Julius von Braunschweig-Wolfenbüttel für dessen Besuch am Kaiserhof in Prag einige Kleinodien an. Er wird mit dem Goldschmied Werner Beust gleichgesetzt. Im Jahr 1601 wurde er von Herzog Ulrich dem sächsischen Kurfürsten Christian II. empfohlen.
Von 1603 bis 1622 war sein Bruder der Goldschmied Anthonius Beust (Anthonius Bussdt) Mitglied der Goldschmiedegilde zu Braunschweig, wirkte von 1606 bis 1622 als deren Ältermann (Gildemeister) und ab 1614 auch Ratsherr. Beide arbeiteten für König Christian IV.

## Werke (Auswahl)
- 1598: vergoldete Silberstatuette Trinkgefäß in Form einer Reiterfigur für König Christian von Dänemark (mit den Säulen ca. 130 cm hoch und 30 kg schwer, der König als Ring- oder Turnierreiter, Schloss Rosenborg, Kopenhagen, angefertigt als Erinnerung an dessen Krönungsfeierlichkeiten im Jahr 1596).[3][4]
- ein vergoldeter Kelch mit Meisterzeichen
- ein Deckelkrug mit Meisterzeichen
- um 1615: silbervergoldeter Nautilus-Becher (Christie’s 2006 oder Sotheby’s 2007)[5]